# 马岩松

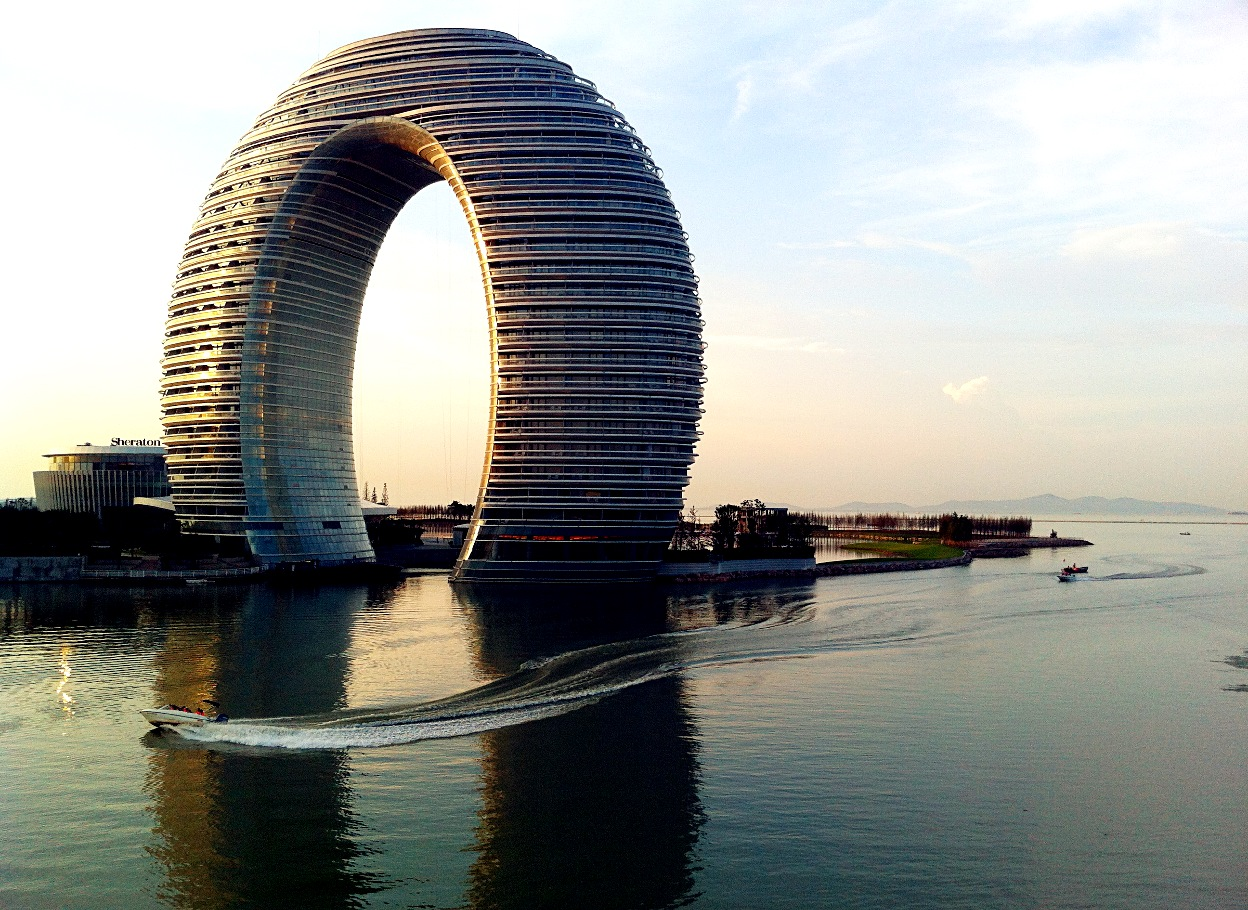
马岩松作品湖州喜来登温泉度假酒店

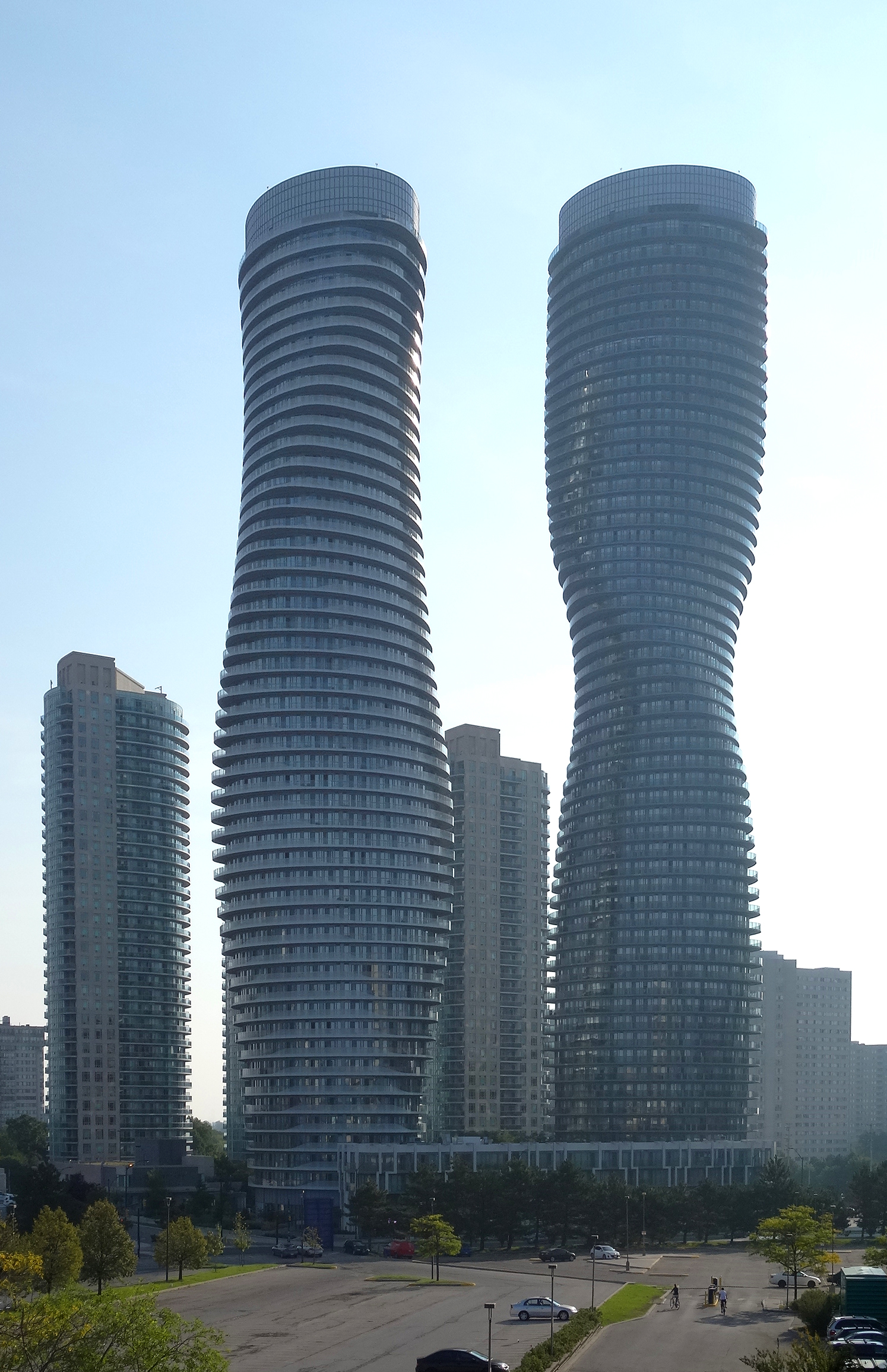
马岩松作品加拿大夢露大廈

马岩松（1975年—），出生在北京，曾就读于北京建筑工程学院，后毕业于美国耶鲁大学并获建筑学硕士学位。马岩松2004年回到中国并成立了北京MAD建筑事务所，同时任教于北京建筑大学、美国南加州大学、清华大学。